# 谷城警察署
谷城警察署（コクソンけいさつしょ）は、全南地方警察庁所管の警察署である。

## 管轄区域
- 谷城郡

## 沿革
- 1945年10月21日 - 開署
- 1946年4月6日 - 第8区警察庁第4区警察署に改称
- 1948年8月15日 - 谷城警察署に戻す
- 1984年12月21日 - 現在の庁舎が完成

## 組織
- 警務課
- 生活安全交通課
- 捜査課
- 情報保安課

## 管轄派出所
- 邑内派出所
- 院陽派出所
- 玉山派出所
- 立面派出所
- 蟾津派出所
- 大皇派出所
- 石谷派出所

## 管轄治安センター
- 兼面治安センター
- 梧山治安センター
- 古達治安センター
- 木寺洞治安センター